# Tomasz Grzywny
Tomasz Grzywny – polski matematyk, zajmujący się procesami stochastycznymi, równaniami różniczkowymi oraz rachunkiem prawdopodobieństwa.

## Życiorys
Studia ukończył na Politechnice Wrocławskiej w 2005 roku. Na tej samej uczelni uzyskał następnie stopień doktora (w 2008, pod kierunkiem Michała Ryznara) i doktora habilitowanego (w 2017). Od roku 2008 pracuje na macierzystej uczelni.
Swoje prace publikował m.in. w „Potential Analysis”, „Journal of Differential Equations”, „Journal of Functional Analysis”, „Annals of Probability”, „Transactions of the American Mathematical Society”, „Calculus of Variations and Partial Differential Equations” i „Communications in Partial Differential Equations”. 
Stypendysta Fundacji Aleksandra von Humboldta. Otrzymał Nagrodę im. Wacława Sierpińskiego Wydziału III Nauk Ścisłych i Nauk o Ziemi PAN za rok 2021 oraz Nagrodę Instytutu Matematycznego PAN za wybitne osiągnięcia naukowe w zakresie matematyki w roku 2022 za przełomowe wyniki w probabilistycznej teorii potencjału, zwłaszcza w zakresie unimodalnych procesów Lévy'ego, uzyskane w cyklu prac opublikowanych w latach 2007-2021.